# 渔人结
渔人结是一种用于连接两条不太粗的绳索的结。其特点是结构简单，强度高，可以用在于不同粗细的绳子上。其打法是将两条绳索各自通过单节绑到另一绳子上，将两条绳子用力向两边拉即可。